# Блэк-бан
Блэк-бан (англ. Black bun) — традиционный десерт шотландской кухни.

## История и описание
Дословно «блэк бан» (англ. Black bun) означает «черная булочка», однако, современный блэк-бан не является чёрным и не является булочкой (второе — за исключением уменьшенного, порционного варианта). По своей форме, чаще всего прямоугольной, блэк-бан напоминает увесистый кекс, по существу напоминает пирог с начинкой.
Шотландские легенды связывают появление блэк-бана с популярной героиней шотландской истории — королевой Марией Стюарт, однако в действительности время и обстоятельства появления этого десерта неизвестны. Тем не менее, весьма вероятно, что блэк-бан — довольно старинный десерт, который существовал в Шотландии ещё до Реформации и подавался на Святки.
Начиная с эпохи Реформации, блэк-бан обычно подаётся 31 декабря на шотландский Новый год — праздник Хогманай. В этот день у шотландцев было принято (а отчасти принято до сих пор) ходить в гости, угощая соседей и знакомых «блэк-баном» домашнего приготовления. Когда-то в блэк-бан, как и в распространённые по всей Европе пироги волхвов, запекали боб или какой-либо другой маленький и малосъедобный предмет, найти который в своей порции пирога считалось удачей. Из-за опасности такой практики для маленьких детей и просто невнимательных людей, сегодня традиция встречается очень редко.
О том, как и когда появилось название «блэк-бан», существуют две разные точки зрения.
Согласно первой версии, ещё в XIX веке пирог обычно фигурировал в англоязычной литературе под другими названиями (например, «шотландский рождественский пирог»), тогда как название «блэк-бан» впервые упоминалось в печатном тексте только в 1898 году, и, возможно, является результатом шутки или ошибки.
Согласно другой версии, название «блэк-бан» — более раннего происхождения, а сам десерт является результатом эволюции одной из разновидностей традиционного для Великобритании пудинга.
В наши дни блэк-бан остаётся распространённым атрибутом шотландского новогоднего стола. Готовят его и в тех странах и местностях, где проживают шотландские иммигранты, например, в Аппалачах и в других районах в сельской местности в США.

### Другие значения термина
Необходимо иметь в виду, что в современном английском языке термином «блэк-бан» может называться и просто булочка чёрного цвета — чаще всего, булочка для бургеров, но иногда и десертная.